# Habsburger Unterlippe

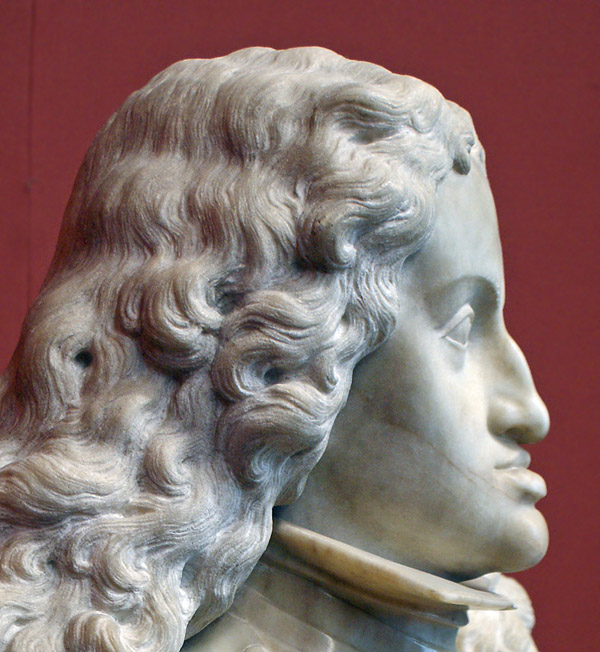
Karl II. (Spanien) (1661–1700)
Detail einer Marmorbüste von Paul Strudel, vollendet 1695 (Kunsthistorisches Museum, Wien)

Als Habsburger Unterlippe (oder Habsburger Lippe) bezeichnet man die stark ausgeprägte erbliche Überentwicklung des Unterkiefers (echte Progenie) und Zahnfehlstellung der Klasse III, die bei den Habsburgern der Frühen Neuzeit verbreitet war. Sie bildete einen Teil des charakteristischen Habsburger Gesichtes.
Mitglieder der Habsburger besaßen über Jahrhunderte die extrem ausgeprägten Unterkiefer. Gerald D. Hart schließt aus einer Durchsicht von Abbildungen der Habsburger auf Münzen und Porträts, dass diese Kieferfehlstellung mindestens von 1440 bis 1705 Teil des dominanten Familienerbguts war. Die meisten paläopathologischen Untersuchungen beschränkten sich auf solche Auswertungen der Physiognomie nach künstlerischen Darstellungen, die für die Habsburger über lange Zeiträume in ungewöhnlich großer Zahl vorhanden sind. In zwei Analysen wurden Skelette auf anatomische Auffälligkeiten untersucht.

## Hintergrund
Über den Ursprung gibt es mehrere Hypothesen. Einige sahen bereits bei Rudolf von Habsburg (1218–1291) eine schwach ausgeprägte Habsburger Unterlippe, was nicht nachzuweisen ist und eine legendenhaft motivierte Behauptung sein dürfte. Nach weiteren Vermutungen stammt die stark ausgeprägte Unterlippe von Johanna von Pfirt (1300–1351), der Gattin von Albrecht II. von Österreich (1298–1358). Bildnisse, die als einigermaßen authentisch betrachtet werden können, haben sich allerdings erst ab dem 15. Jahrhundert erhalten, wobei die Meinungen auseinandergehen, bei wem die Mutation erstmals auftrat. Einige sehen sie bereits bei Albrecht II. (1391–1439) vorhanden, bei dessen zeitgenössischen Abbildungen sie allerdings – wenn überhaupt – nur vage erkennbar ist. Seine Grablege, die Basilika von Székesfehérvár, wurde 1601 im Langen Türkenkrieg zerstört; deshalb ist ein Nachweis nicht mehr möglich. 
Eine weitere These führt die Unterlippe auf Cimburgis von Masowien zurück, die Gattin des Herzogs Ernst des Eisernen. Auch diese These kann nicht eindeutig belegt werden. Bei deren Sohn Kaiser Friedrich III. (1415–1493) tritt die Unterlippe klar hervor, ebenso bei seiner Schwester Katharina und seinem Sohn Maximilian I. Sie verstärkte sich dann durch innerfamiliäre Eheschließungen über viele Generationen. Extrem ausgeprägt war die Progenie beim letzten spanischen Habsburgerherrscher Karl II. (1661–1700), von dessen acht Urgroßeltern sechs gebürtige Habsburger waren und die siebte eine Wittelsbacherin, deren Mutter eine Habsburgerin war. Das Merkmal, das bereits bei seinem Vater und Großvater prominent zu erkennen war, wurde so stark, dass Karl II. als entstellt galt und Schwierigkeiten hatte, zu sprechen und zu kauen.

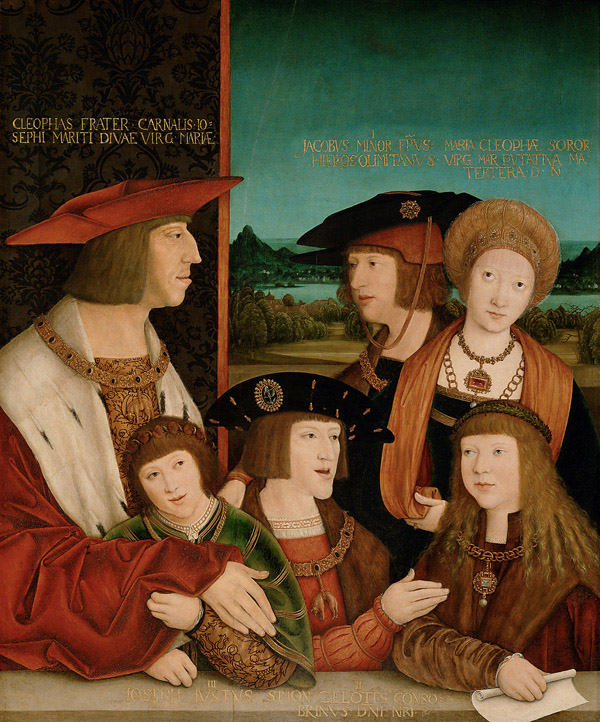
Auf diesem Porträt des Kaisers Maximilian I. (links) und seiner Familie ist die Habsburger Unterlippe deutlich zu sehen (Gemälde von Bernhard Strigel, 1. Viertel 16. Jh.)

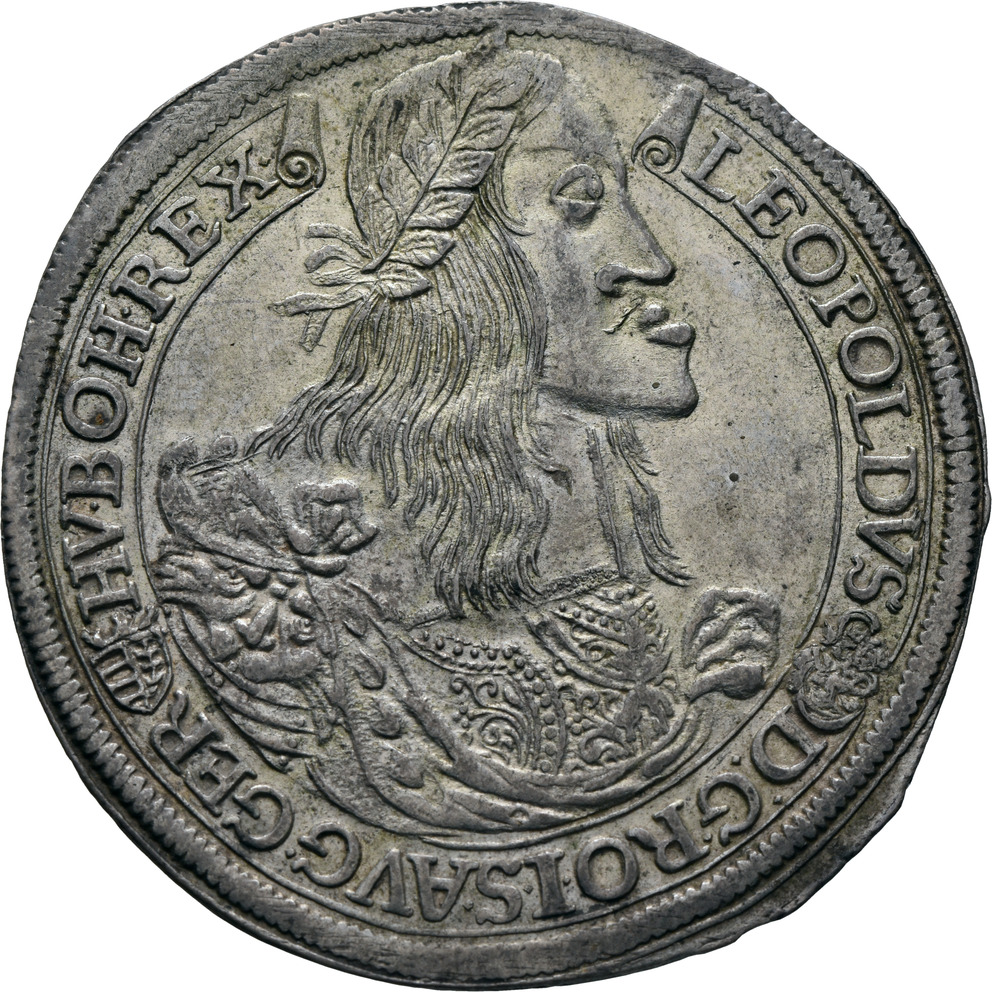
Der Banderolentaler Leopolds I. zeigt seine erbliche Überentwicklung seines Unterkiefers (seiner Habsburger Unterlippe) deutlicher als in seinen Gemälden.

Das jahrhundertelange Weitertragen dieser Erbkrankheit innerhalb der Familie wird auf die starke dynastische Endogamie zurückgeführt, die während der Koexistenz der beiden Linien der Habsburger, der spanischen und der österreichischen, zwischen 1516 und 1700 zu sehr häufigen Eheschließungen naher Verwandter führte (siehe Ahnenverlust, Inzucht beim Menschen, Stammliste der Habsburger). Daraus hat Hans-Joachim Neumann geschlossen, dass es sich um einen autosomal-dominanten Erbgang handelte.
Bereits zu Beginn des 16. Jahrhunderts war das Merkmal als Charakteristikum der Familie bekannt, damals in Verbindung mit einer Höckernase, wie sie bei Maximilian I. (1459–1519) zu sehen war. Bisweilen trat auch ein langes Kinn hinzu. Bei Maximilians Enkeln Karl V. und Ferdinand I., den Begründern der spanischen und der österreichischen Linie des Hauses Habsburg, war die Unterlippe bereits stark ausgeprägt. Noch am Ende des 17. Jahrhunderts bescheinigte Liselotte von der Pfalz ihrem Schwiegersohn Leopold von Lothringen, Sohn einer Habsburgerin, „ein österreichisch Maul“. In der Spätzeit gesellten sich zur vorgeschobenen Unterlippe auch etwas schrägstehende Augen mit leicht herabhängenden Unterlidern (Bernhardiner-Augen), etwa bei Rudolf II., Ferdinand II. oder Philipp IV. (Spanien). Dessen Sohn, der durch extreme Progenie entstellte Karl II. (Spanien), war nicht nur körperlich, sondern auch geistig degeneriert und faktisch regierungsunfähig sowie zeugungsunfähig; als letzter spanischer Habsburger starb er im Jahr 1700. Damit endeten auch die Querheiraten zwischen beiden Linien. Bei seinen zeitgleichen Wiener Cousins Joseph I. und Karl VI. war die Unterlippe schon etwas schwächer ausgebildet, im Gegensatz zu ihrem Vater Leopold I.; doch war ihre Mutter auch keine Habsburgerin, sondern brachte als Tochter eines Pfälzer Wittelsbachers und einer hessischen Landgräfin frische Gene aus protestantischem Hochadel in die Habsburger Familie. Karl VI. ehelichte eine Prinzessin aus der Braunschweiger Linie des Welfenhauses. So fand die Mutation wohl durch Gendrift ihr Ende. Mit ihm starben 1740 auch die österreichischen Habsburger im Mannesstamm aus. Bei seiner Tochter und Erbin Maria Theresia war das Merkmal schon nicht mehr zu sehen, ebenso trat es bei dem von ihr und ihrem Mann Franz I. Stephan von Lothringen begründeten Haus Habsburg-Lothringen nicht mehr dominant auf. Nur bei vereinzelten Nachfahren (wie etwa Peter II. von Brasilien, † 1891) konnte die Progenie sich auch etliche Generationen später nochmals „durchmendeln“.
Die Forschung zu diesem Thema hat eine lange Tradition und hatte ihre Hochzeit gemeinsam mit den Rassentheorien und den Vererbungslehren des ausgehenden 19. und anfangenden 20. Jahrhunderts. So schrieb Victor Haecker 1911, „[i]n allen biologischen Werken, in denen von der Vererbung beim Menschen die Rede ist“, werde „die Habsburger Unterlippe als körperliches Merkmal angeführt, welches mit besonderer Zähigkeit durch zahlreiche Generationen hindurch übertragen worden ist“. 
Insbesondere der Rassismus in der Zeit des Nationalsozialismus bereitete den Boden für einige Publikationen zum Thema. Der Kunsthistoriker Heinz Ladendorf urteilte über Wilhelm Strohmayers 1937 erschienene umfassende Monographie Die Vererbung des Habsburger Familientypus. Eine erbphysiognomische Betrachtung auf genealogischer Grundlage, das Werk zeige sich „den neuen Anforderungen [des NS-Regimes] an die wissenschaftliche Arbeit in besonderem Maße zugänglich“ als einen der „Versuche, die Rassenkunde und Sippenkunde durch die Bildkunde zu fördern“.

## Bilder

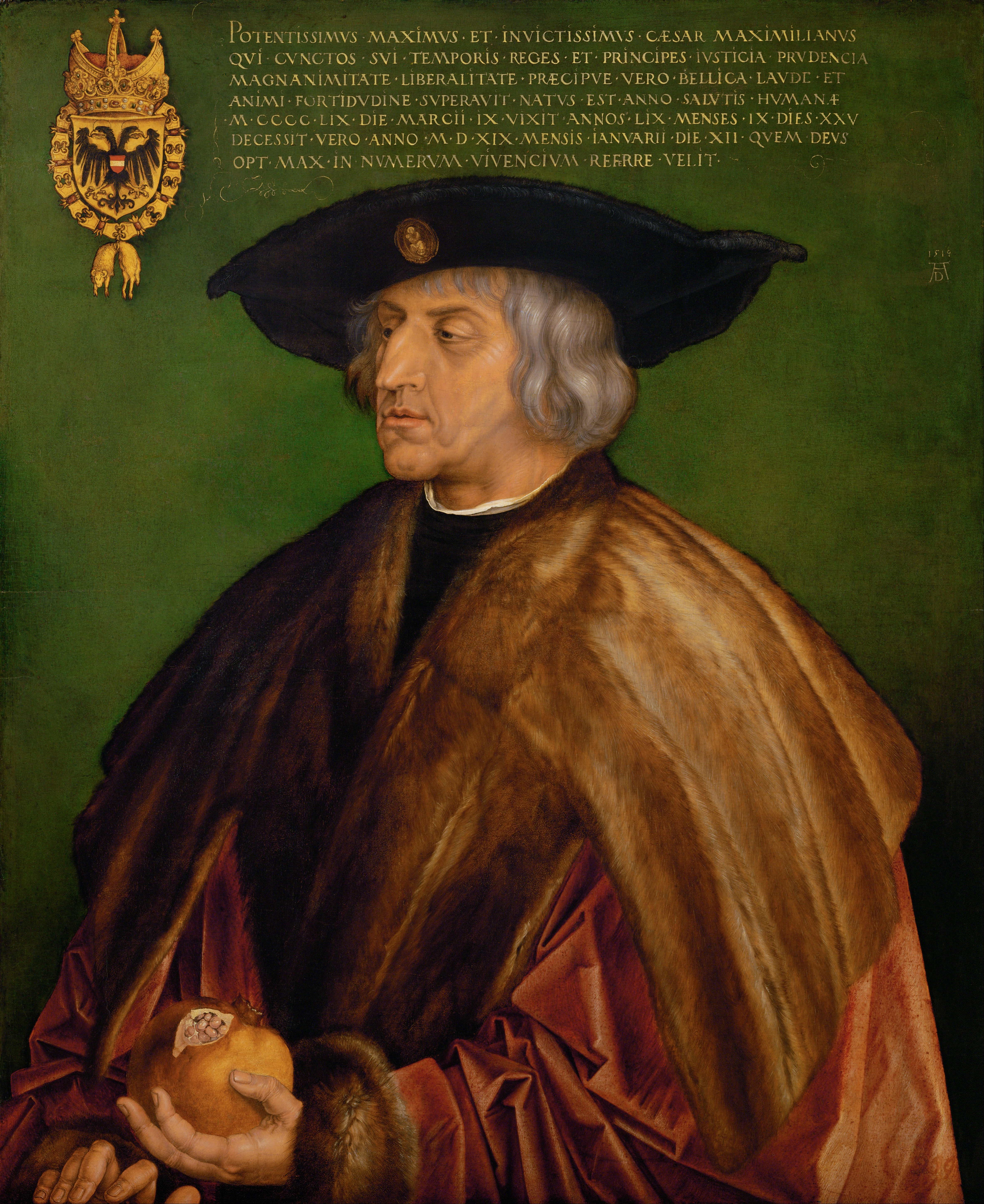
Maximilian I.
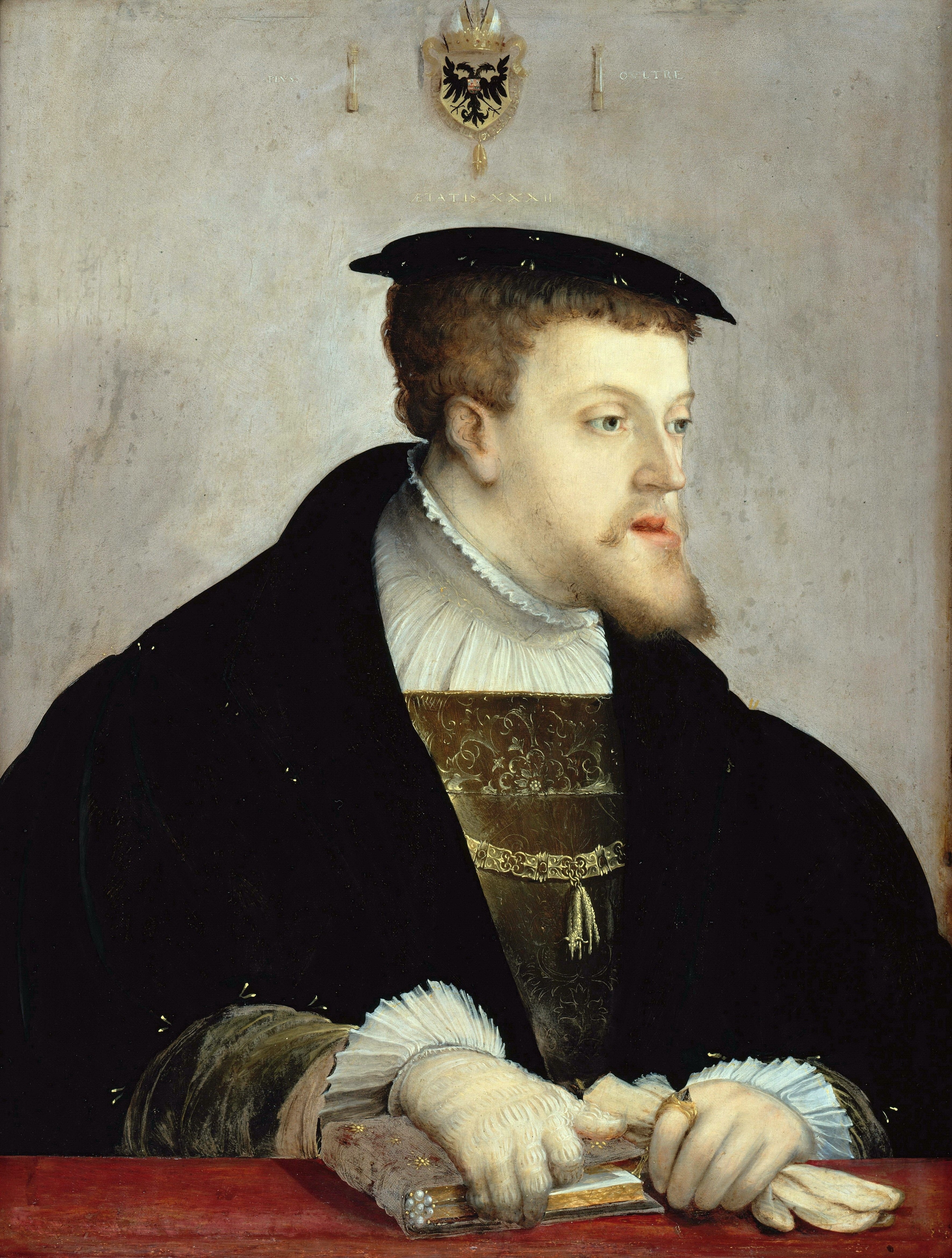
Karl V.
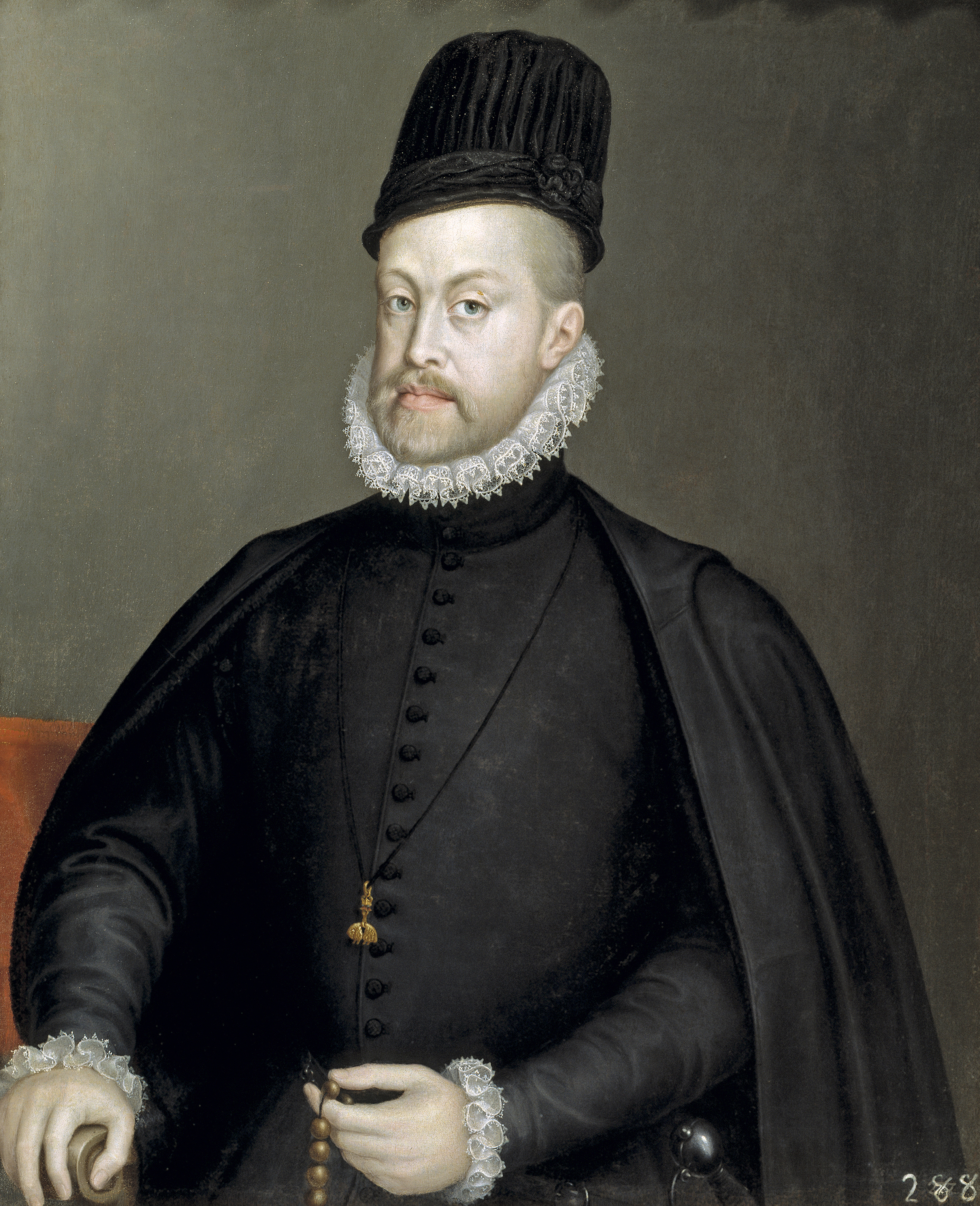
Philipp II. von Spanien
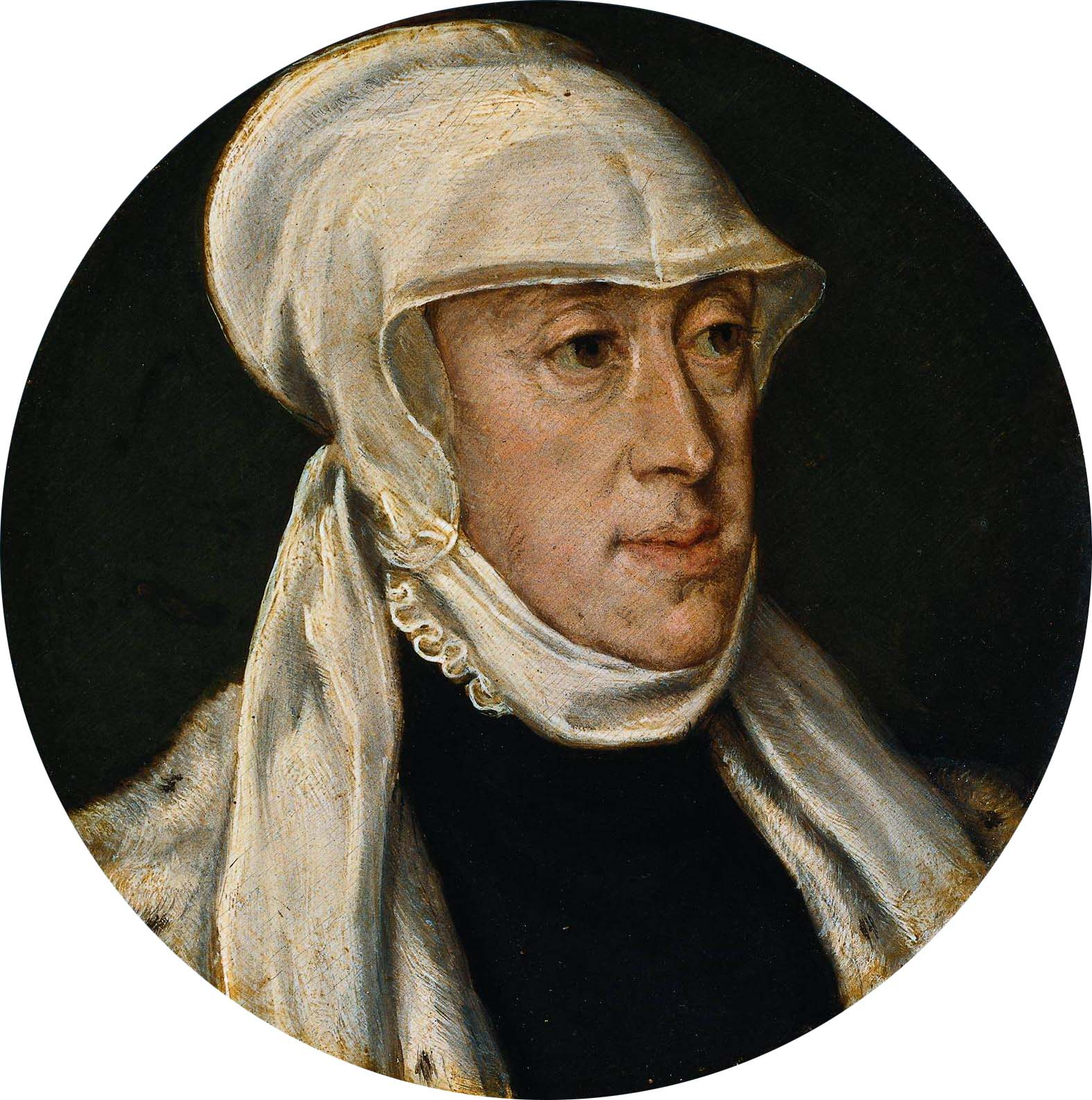
Maria von Ungarn
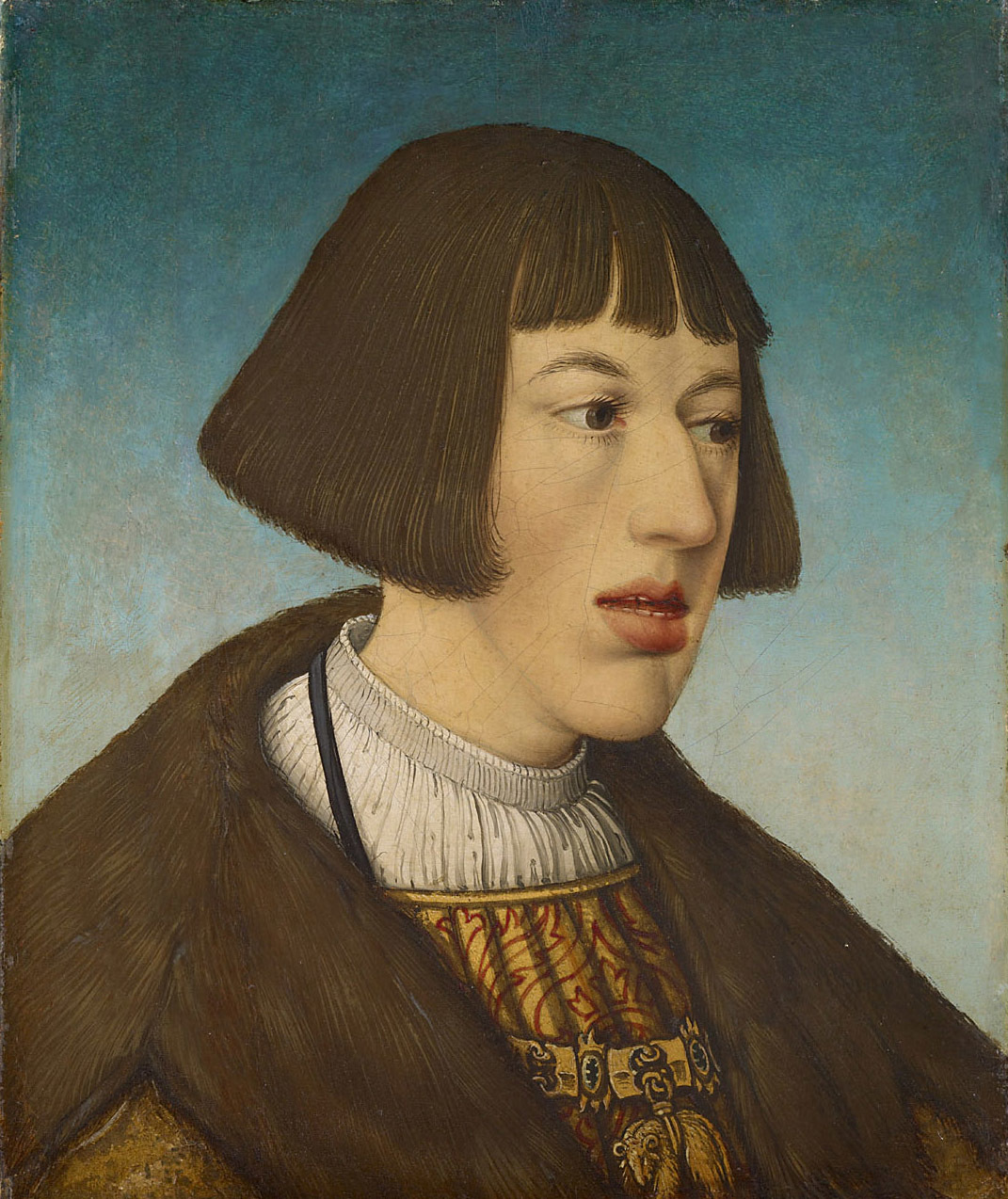
Ferdinand I.
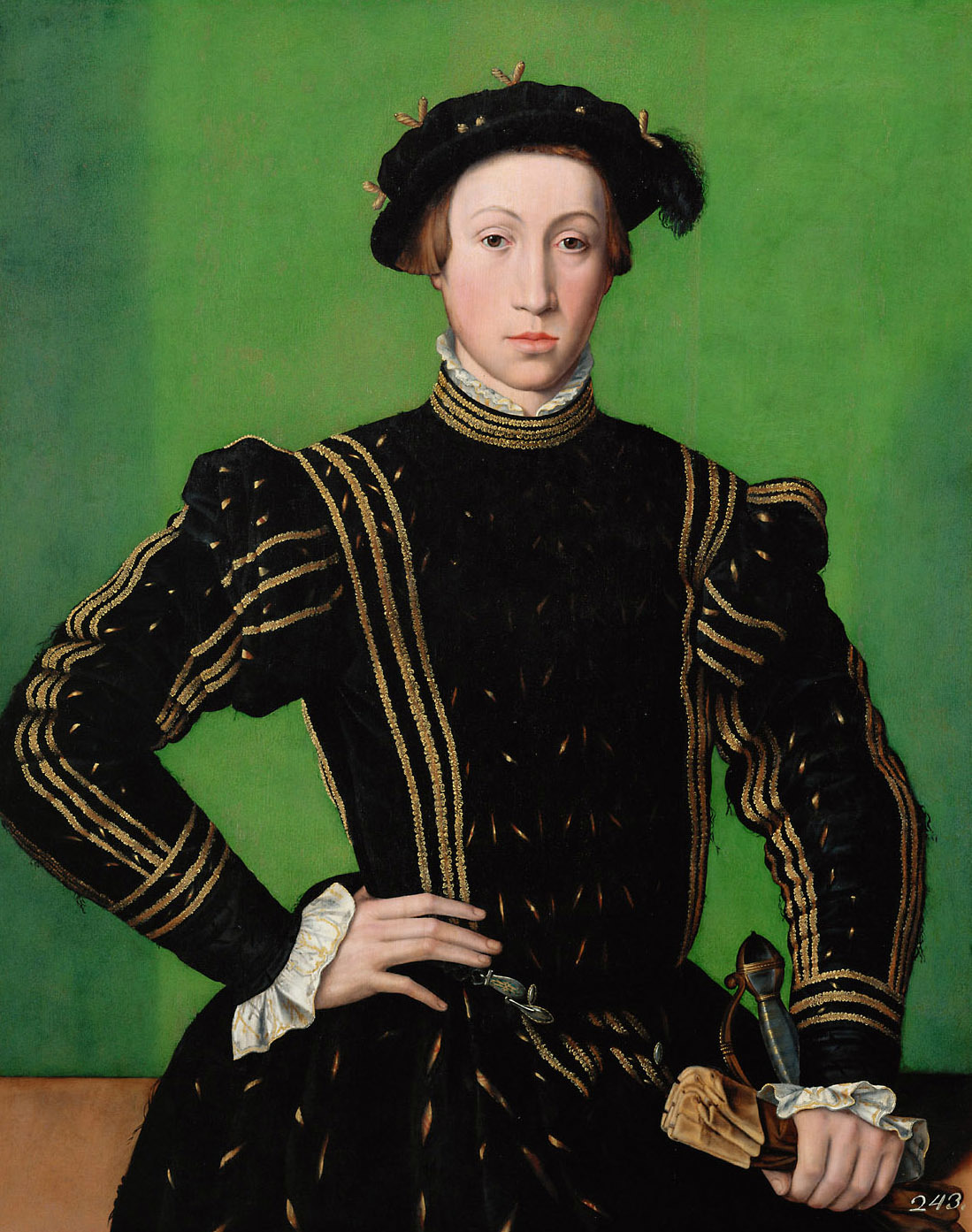
Maximilian II.
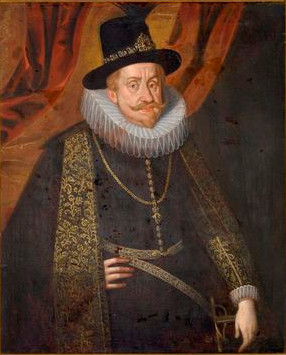
Matthias
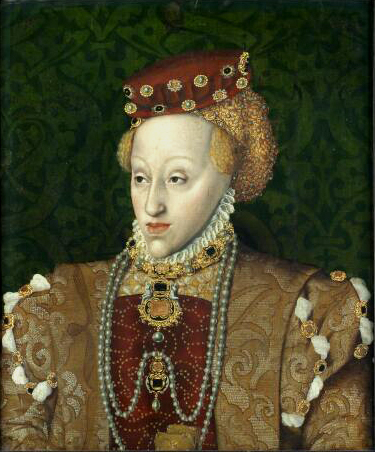
Maria von Österreich
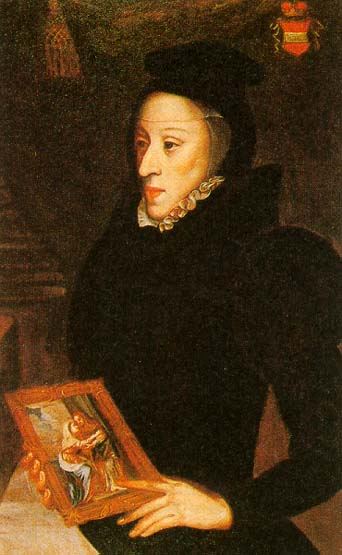
Magdalena von Österreich
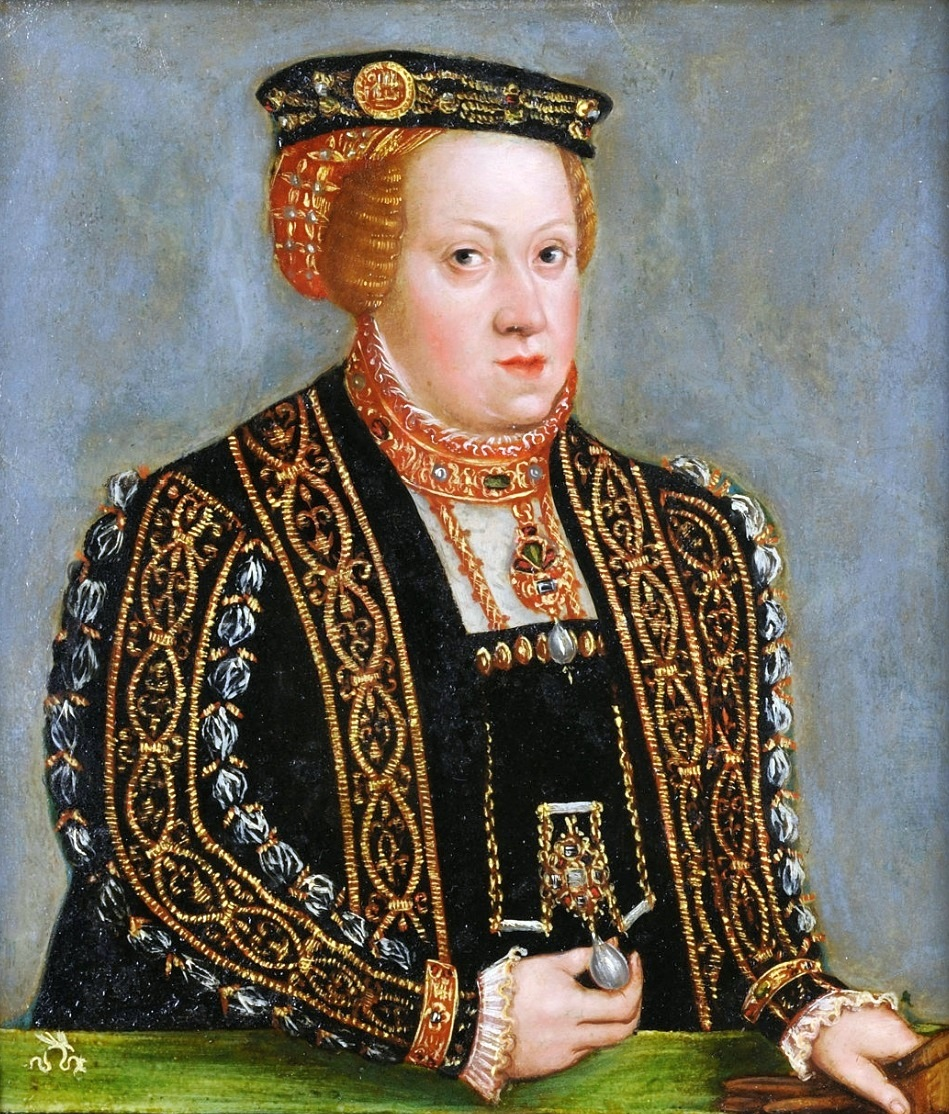
Katharina von Österreich
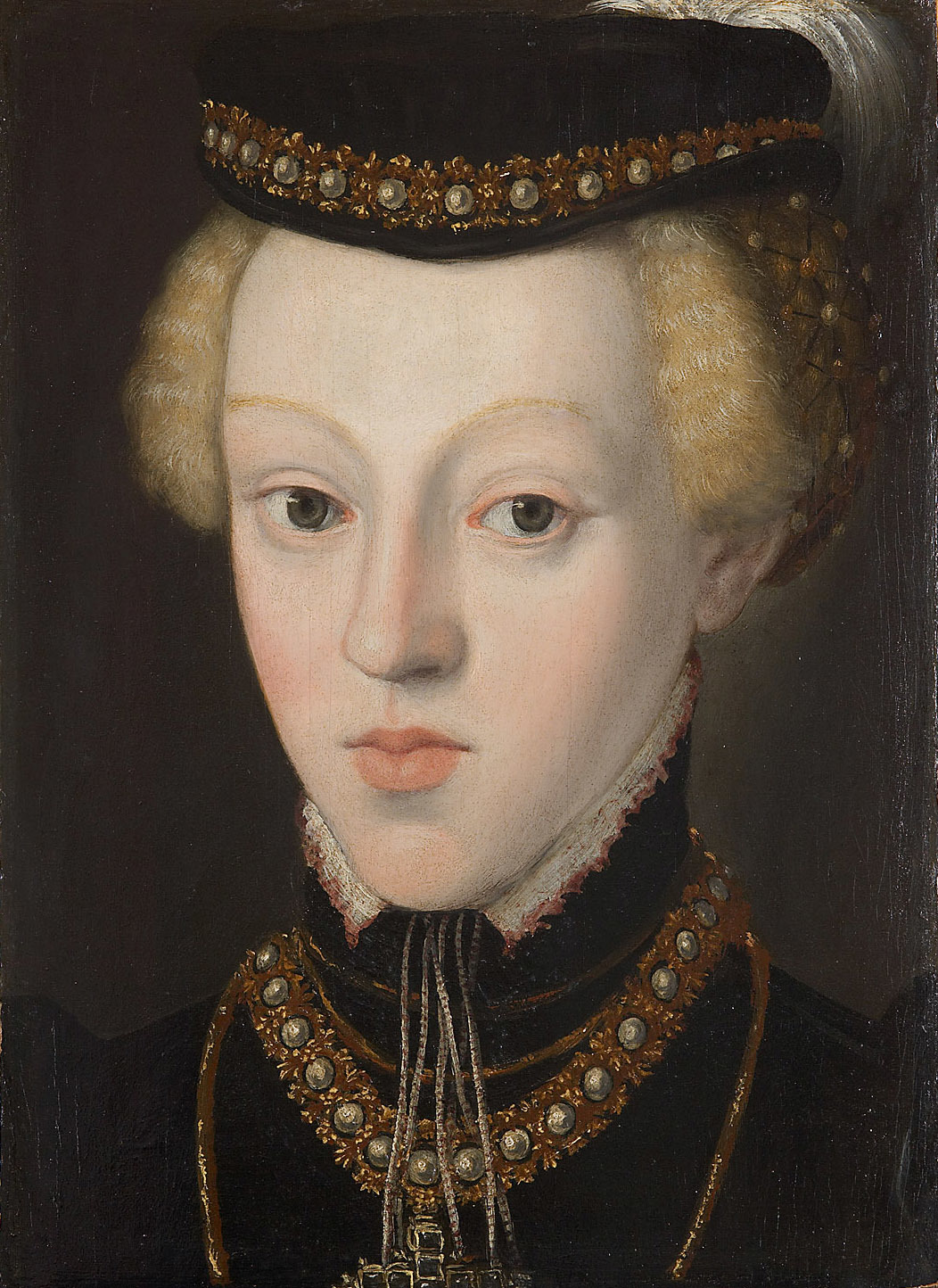
Johanna von Österreich
Albrecht von Österreich
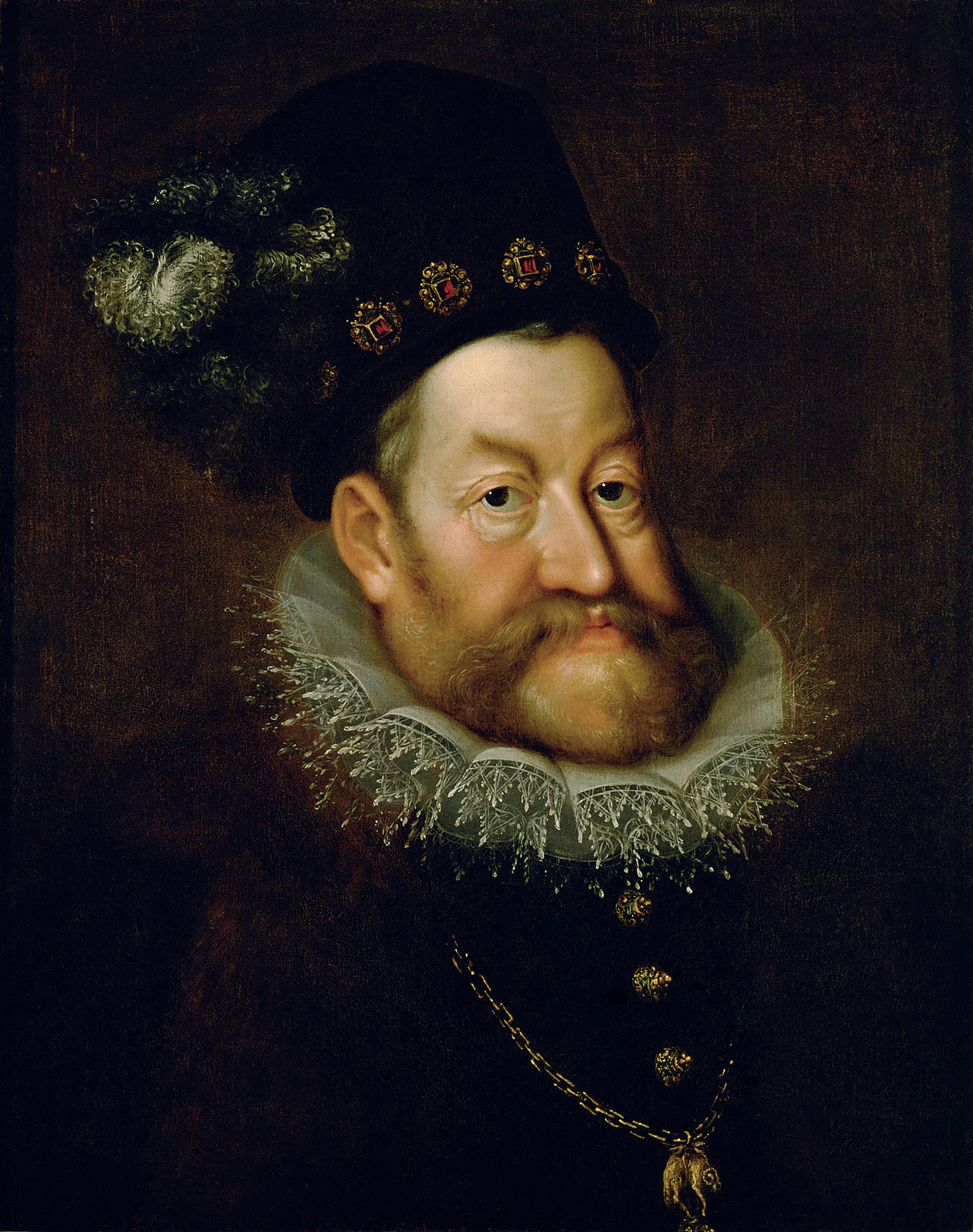
Rudolf II.
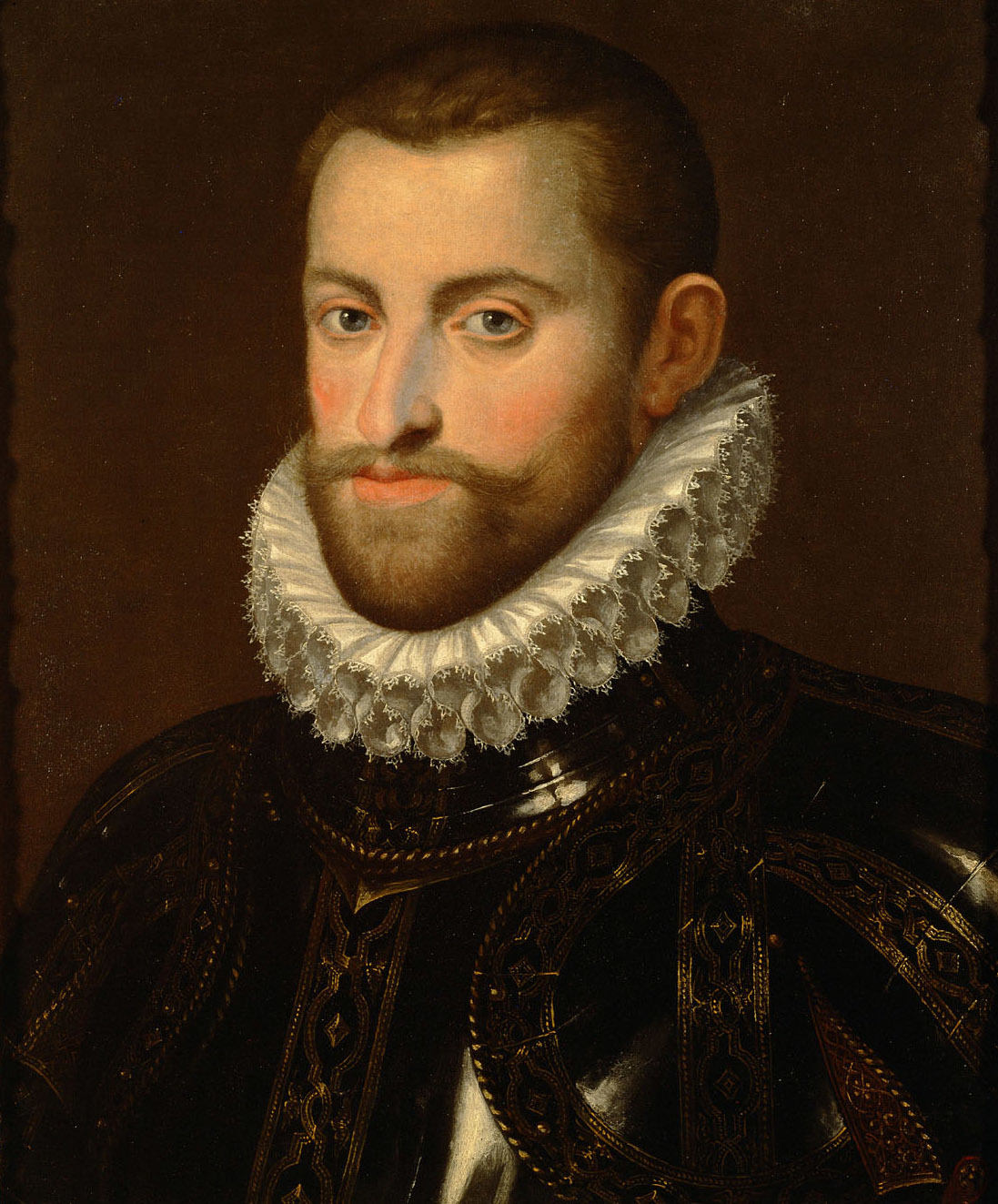
Ernst von Österreich
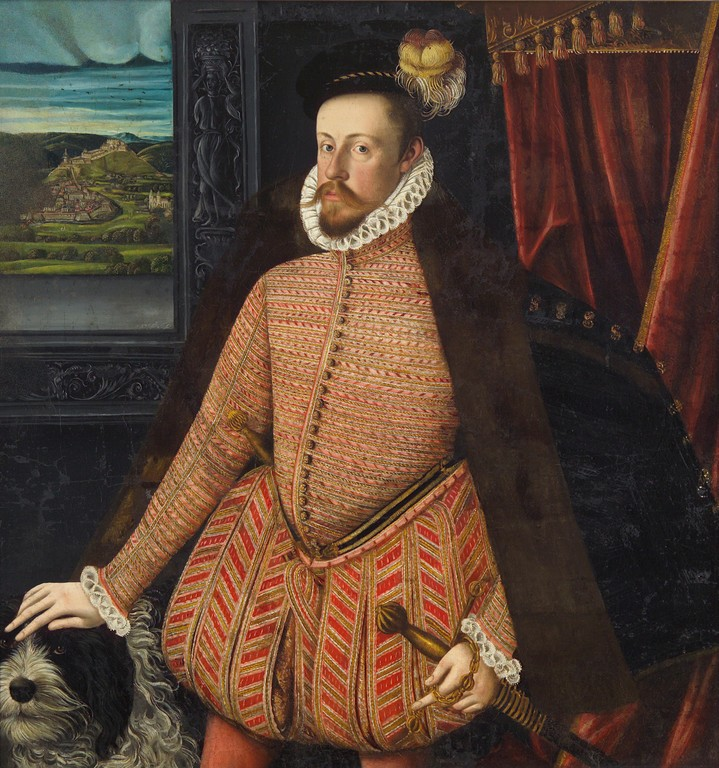
Karl II. von Österreich
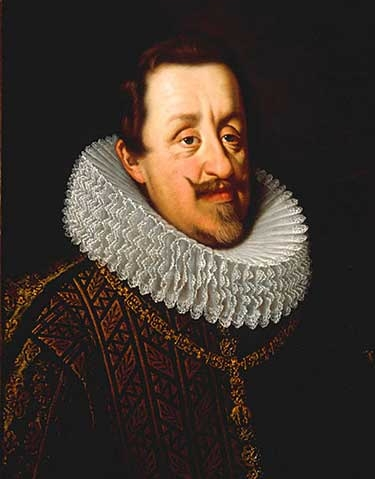
Ferdinand II.
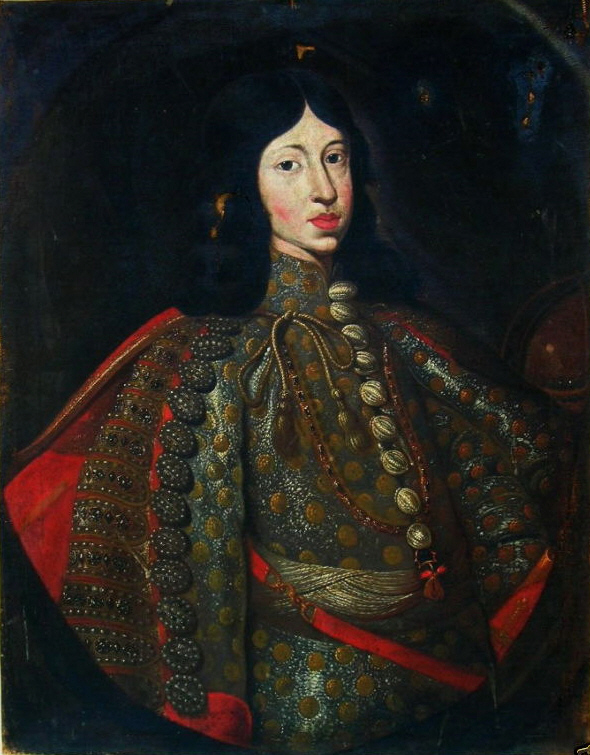
Ferdinand III.
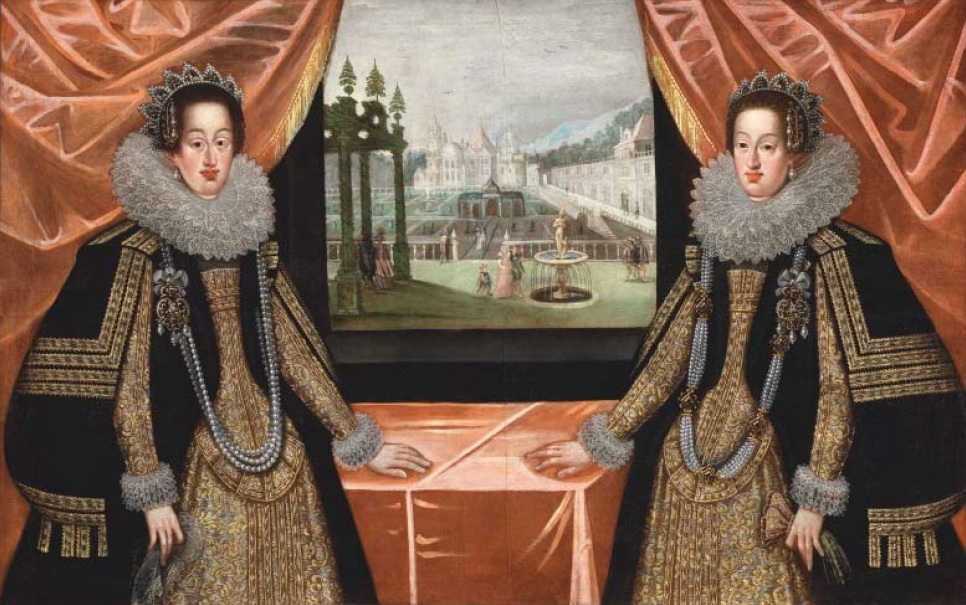
Maria Anna und Cäcilia Renata
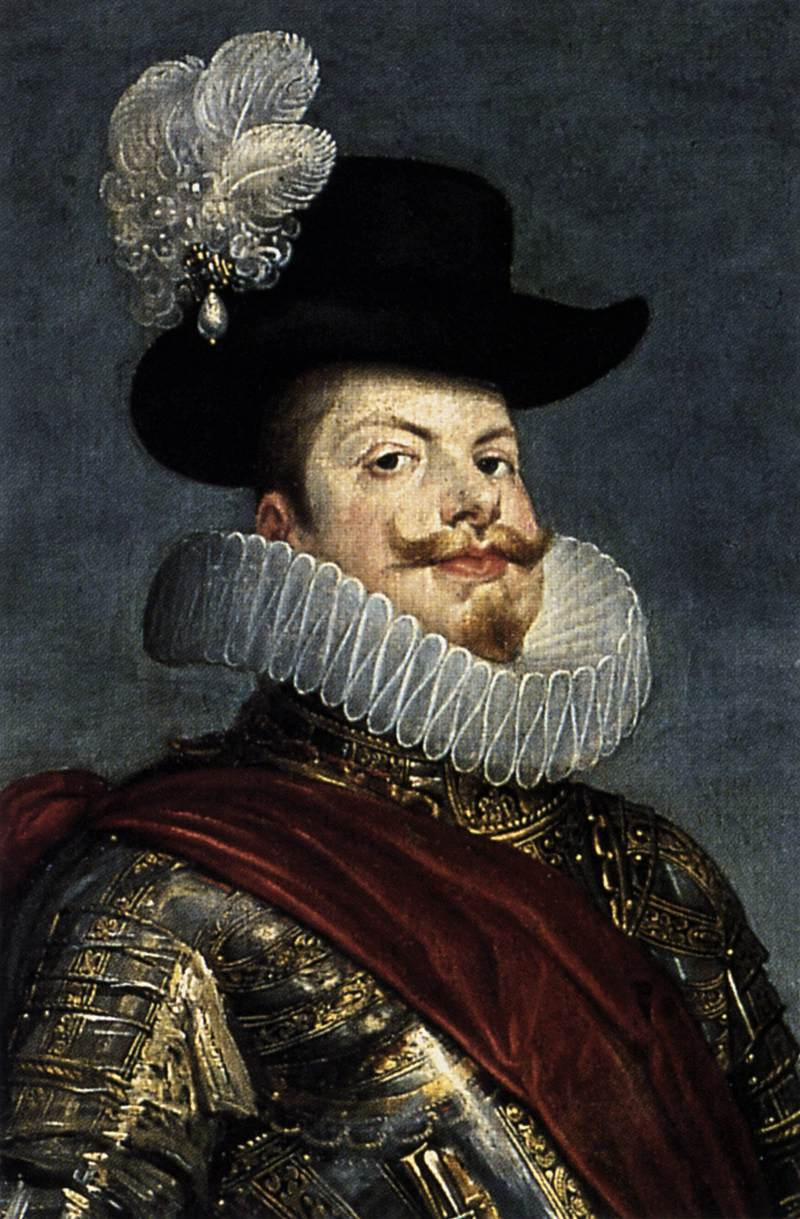
Philipp III. von Spanien
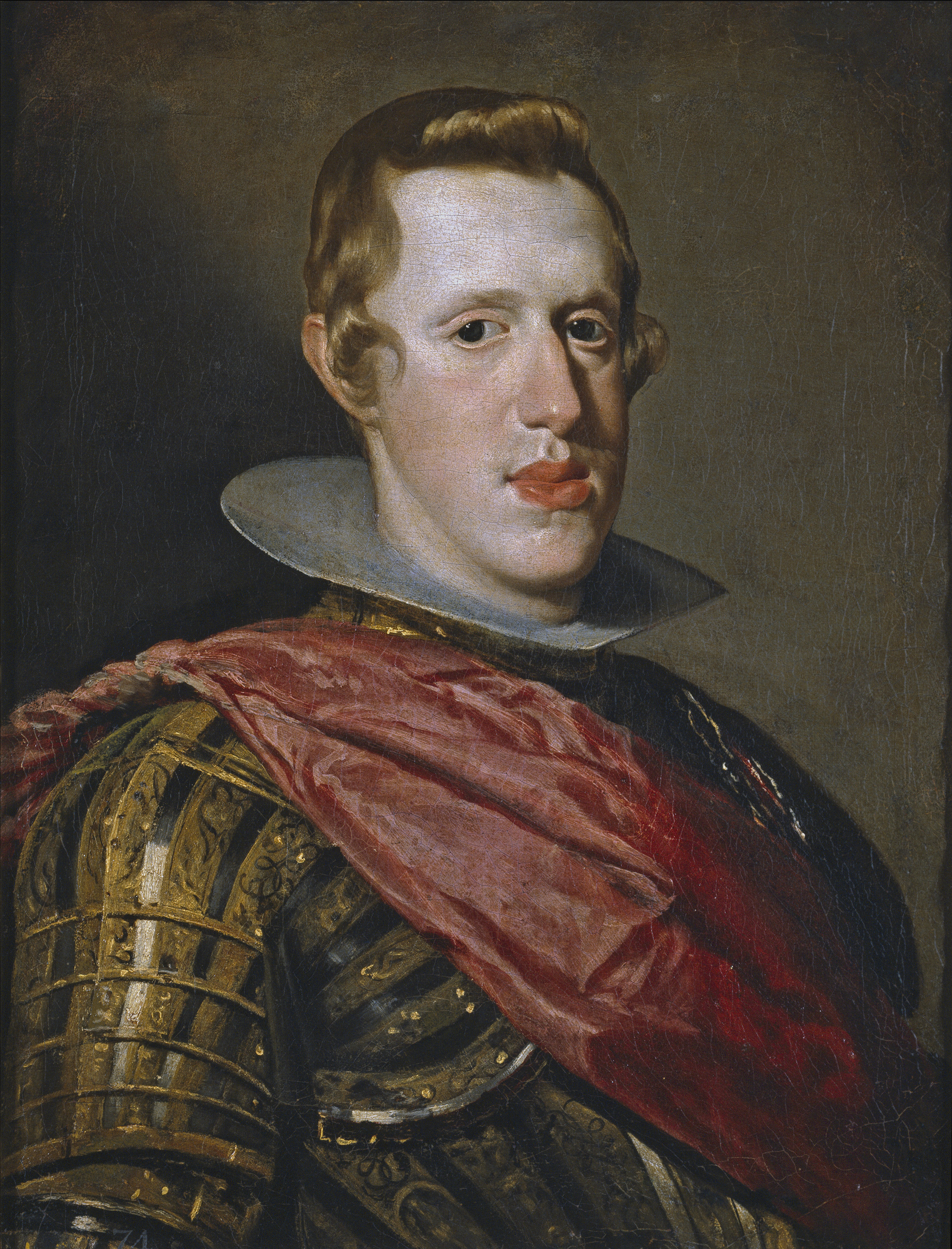
Philipp IV. von Spanien
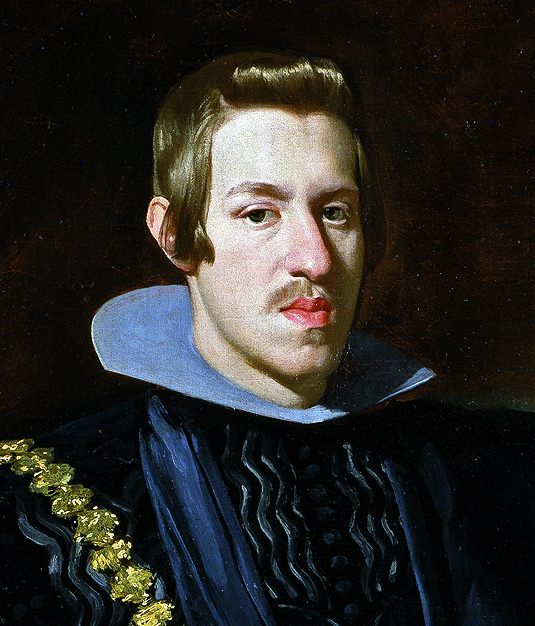
Carlos von Spanien
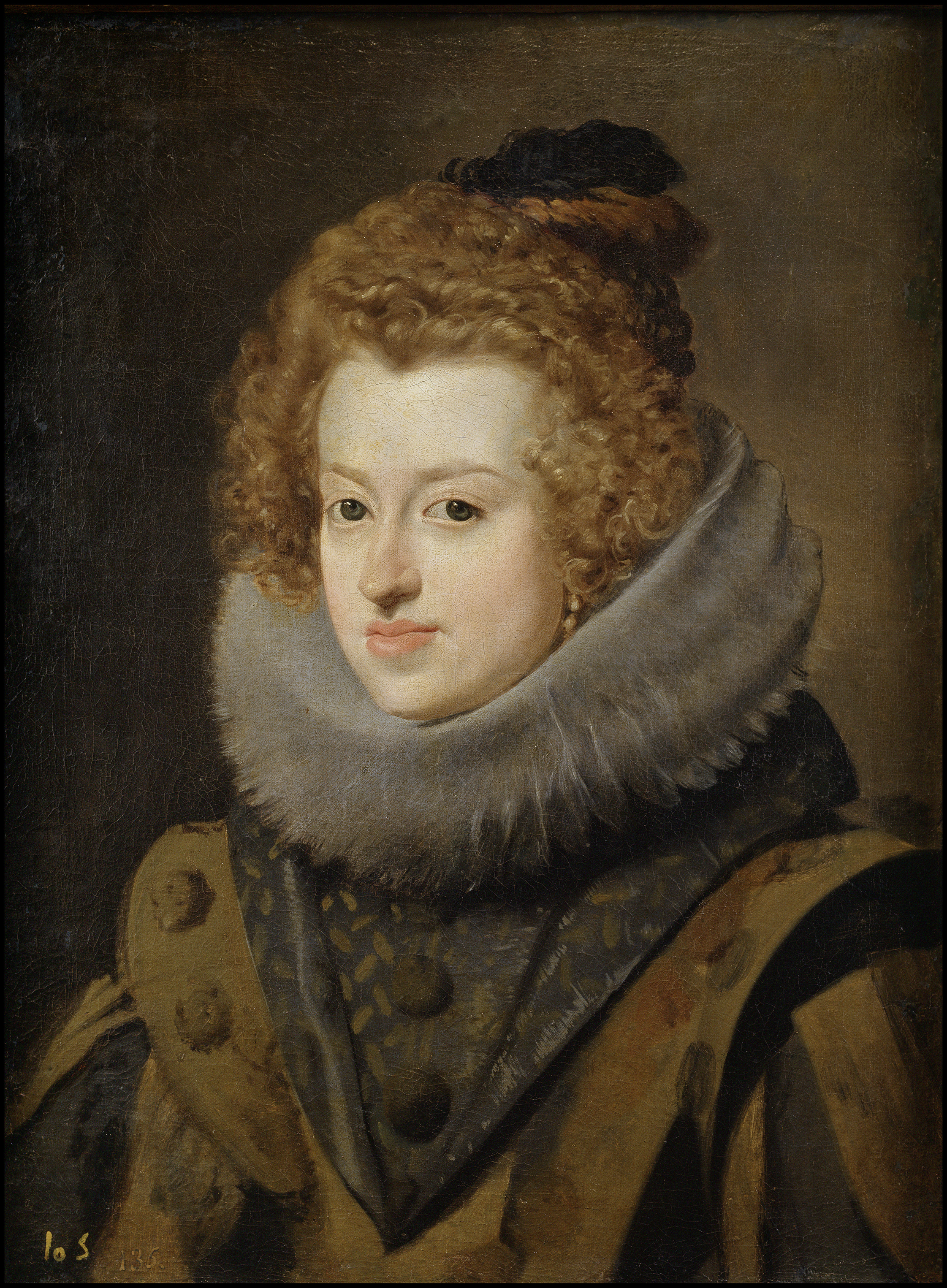
Maria Anna von Spanien
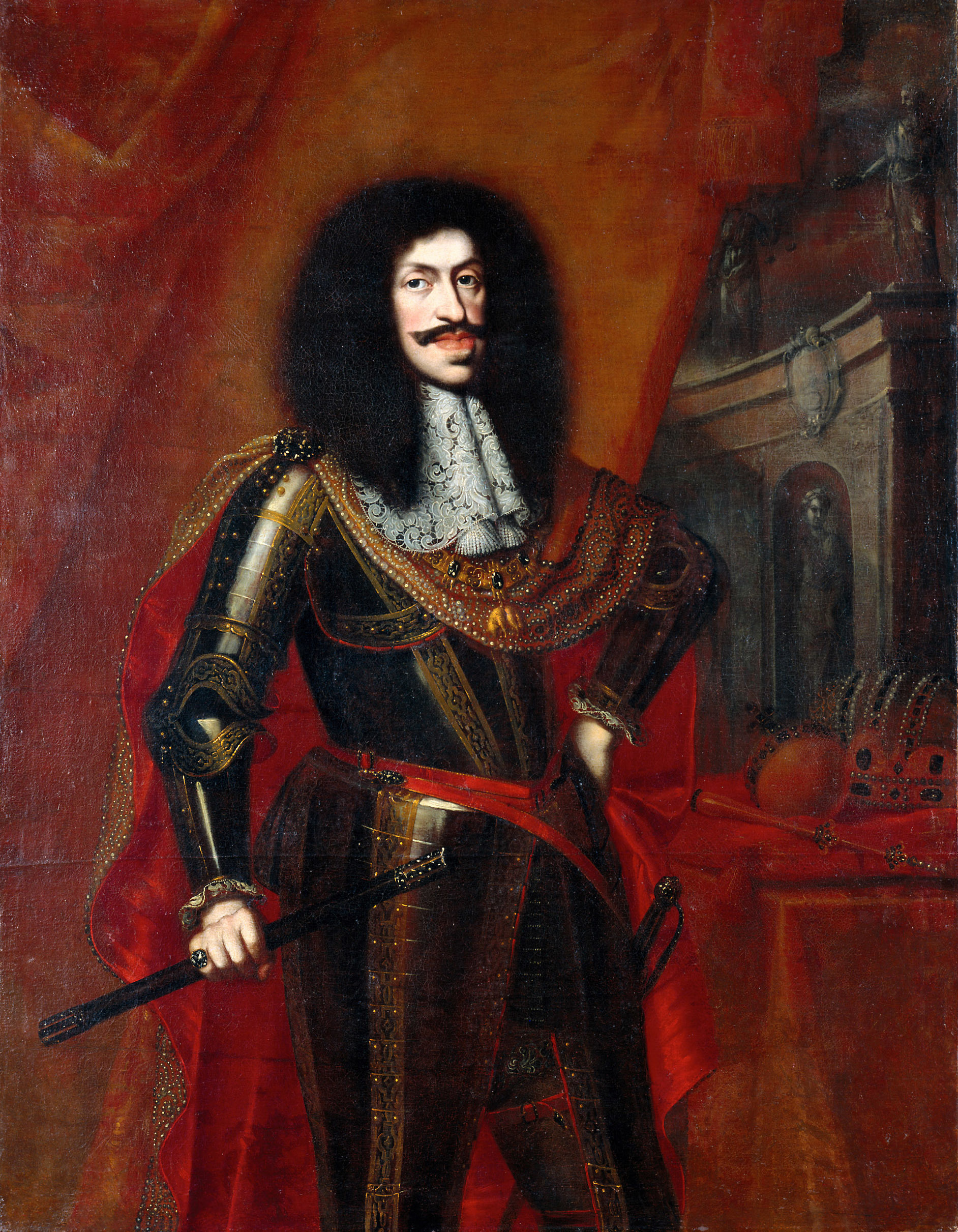
Leopold I.
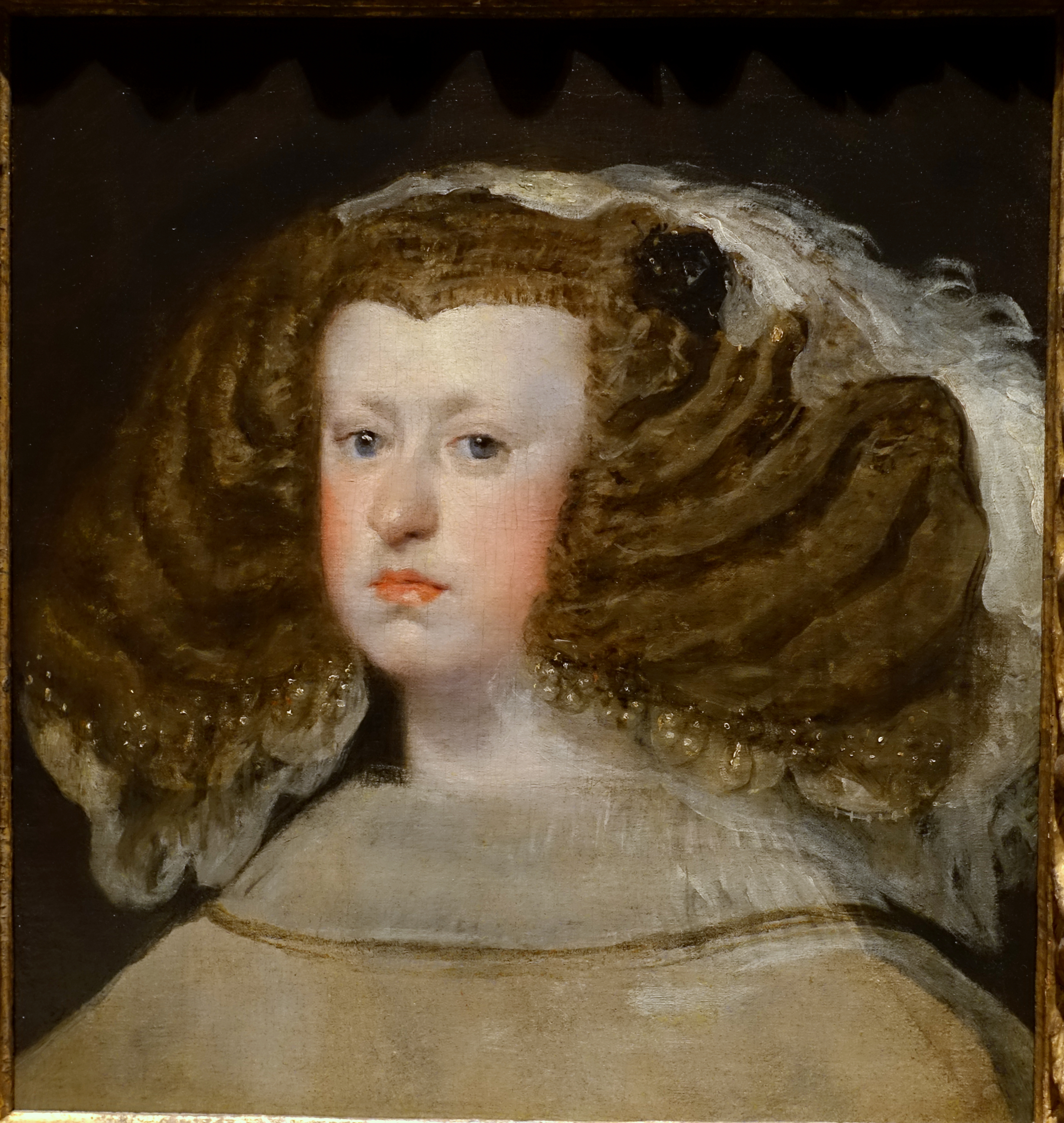
Maria Anna von Österreich
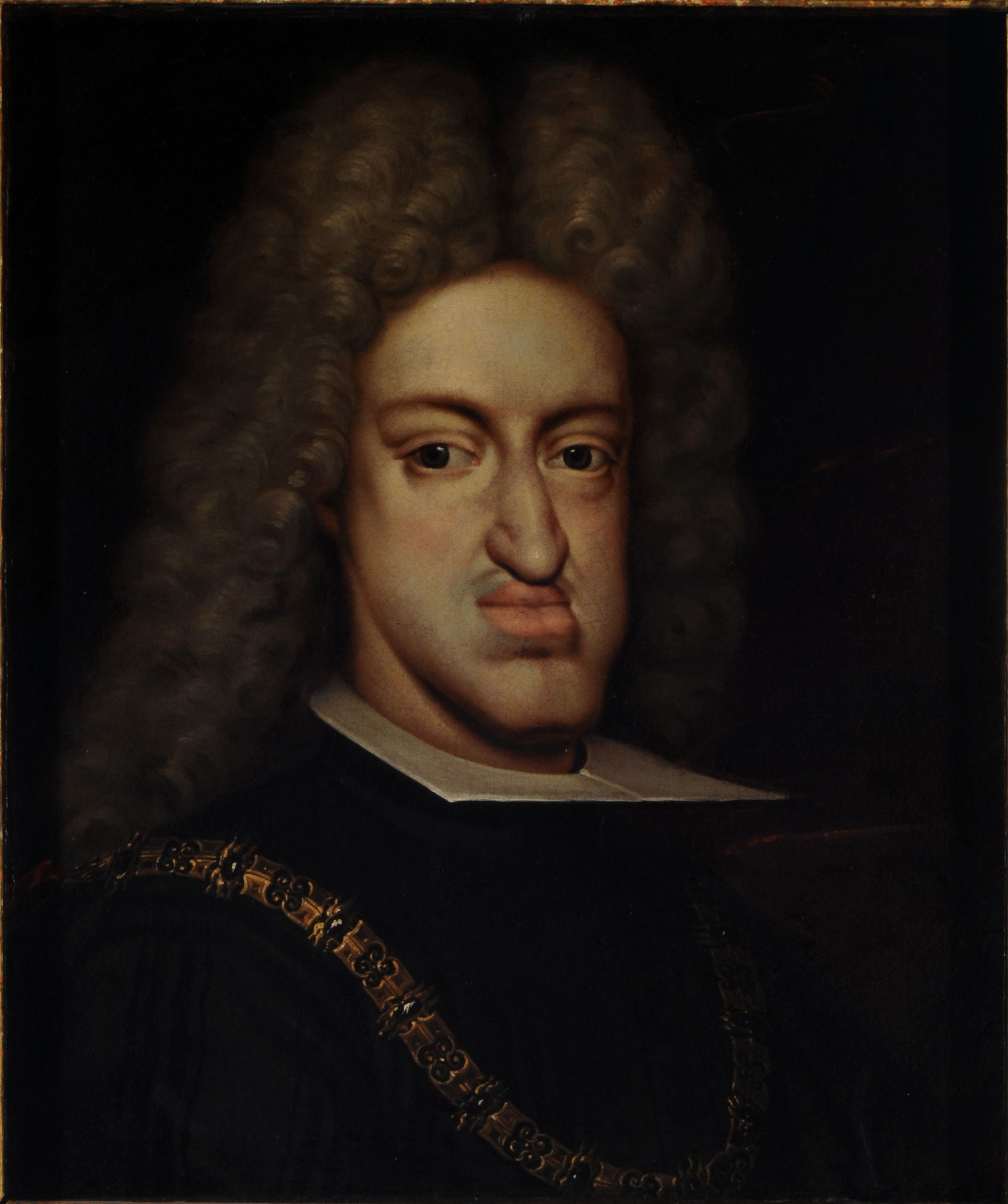
Karl II. von Spanien
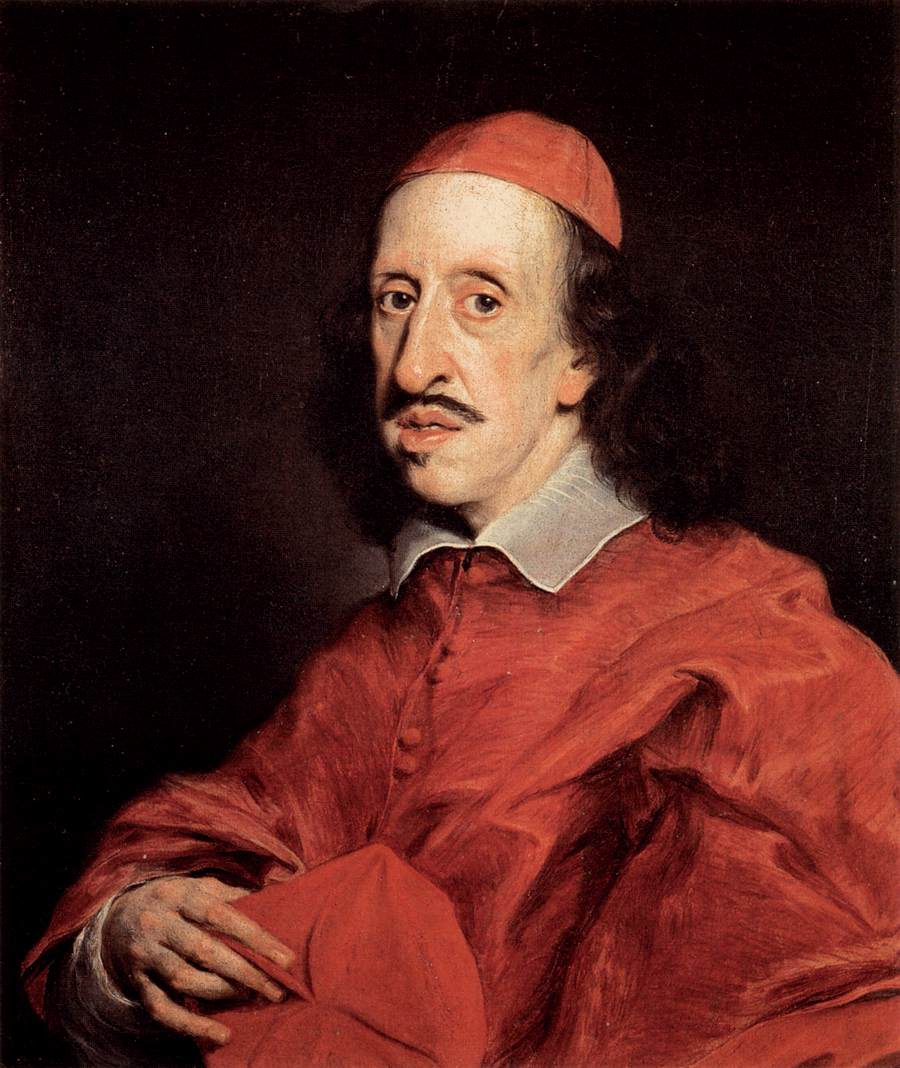
Kardinal Leopoldo de’ Medici
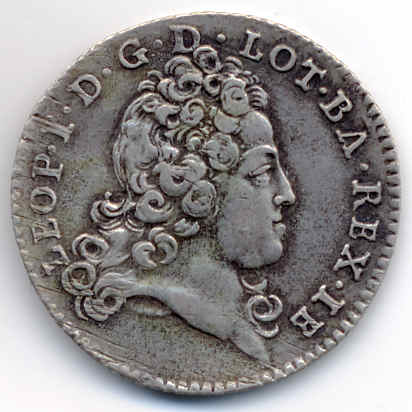
Leopold von Lothringen

## Belege

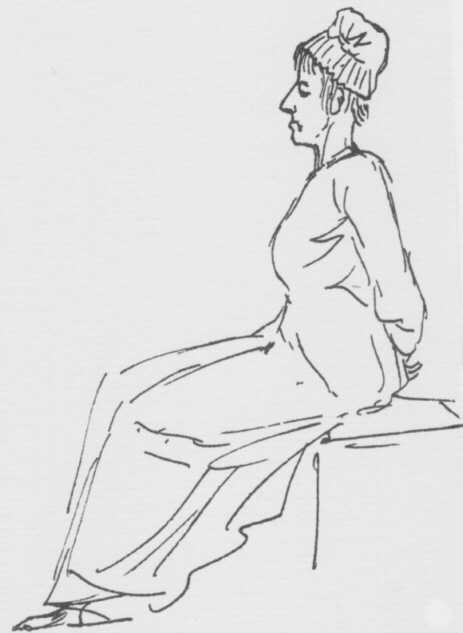
Königin Marie-Antoinette auf dem Weg zu ihrer Hinrichtung 1793 (Zeichnung von Jacques-Louis David, der Augenzeuge war). Die Habsburger Unterlippe wurde hier jedoch angebracht, um die Verurteilte als halsstarrige Erbfeindin zu denunzieren. Auf ihren zahlreichen Porträts und Büsten ist zwar ein langes Kinn, aber keine vorgeschobene Unterlippe zu sehen.

1. ↑  Die genaue paläopathologische Diagnose ist nicht unumstritten, zuletzt dazu Zachary S. Peacock, Katherine P. Klein, John B. Mulliken, Leonard B. Kaban: The Habsburg Jaw – Re-examined. In: American Journal of Medical Genetics. Teil A. Band 164, 2014, Nr. 9, S. 2263–2269 (doi:10.1002/ajmg.a.36639).
2. ↑  Gerald D. Hart: The Habsburg jaw. In: Canadian Medical Association journal. Band 104, Nummer 7, April 1971, S. 601–603, PMID 4927696, PMC 1930988 (freier Volltext).
3. ↑  Für vier in Prag bestattete Habsburger (negativer Befund): E. Vicek, Z. Smahel: Contribution to the origin of progeny in middle European Habsburgs. Skeletal roentgencephalometric analysis of the Habsburgs buried in Prague. In: Acta chirurgiae plasticae. Band 39, 1997, Nr. 2, S. 39–47 (Abstract); für Johanna von Österreich (positiver Befund): Donatella Lippi, Felicita Pierleoni, Lorenzo Franchi: Retrognathic maxilla in “Habsburg jaw”. Skeletofacial analysis of Joanna of Austria (1547–1578). In: Angle Orthodontist. Band 82, 2012, Nr. 3, S. 387–395, hier S. 388 (doi:10.2319/072111-461.1); Stefano Colagrande, Natale Villari, Felicita Pierleoni, Domizia Weber, Gino Fornaciari, Donatella Lippi: Teeth of the Renaissance: Apaleopathological and historic-medical study on the jaws of the Medici Family. In: Journal of Forensic Radiology and Imaging. Band 1, 2013, S. 193–200, hier S. 194 (doi:10.1016/j.jofri.2013.07.004). Die Särge in der Wiener Kapuzinergruft sowie im Pantheon der spanischen Könige im Escorial wurden hingegen aus Gründen der Totenruhe nicht geöffnet.
4. ↑  Vgl. Monika Schellmann: Zur Geschichte von Herzog Ernst des Eisernen (1386/1402-1424). Dissertation (ungedruckt), Universität Wien, 1966, besonders S. 243f.
5. ↑  Das postuliert Neumann für die Zeit seit dem 13. Jahrhundert: Über den Ursprung des Habsburger Familientypus. In: Sudhoffs Archiv. Band 70, 1986, S. 77–83. Die Erbgut-Hypothese wurde allerdings auch bestritten, siehe E. M. Thompson, R. M. Winter: Another Family with the ‘Habsburg Jaw’. In: Journal of Medical Genetics. Band 25, 1988, S. 838–842, hier S. 839.
6. ↑  Inzucht formte das Gesicht der berühmten Königsfamilie. Spiegel Online, Dez. 2019.
7. ↑  Dirk Van der Cruysse: Madame sein ist ein ellendes Handwerck. Liselotte von der Pfalz. Eine deutsche Prinzessin am Hof des Sonnenkönigs. Aus dem Französischen von Inge Leipold. 7. Auflage. Piper, München 2001, ISBN 3-492-22141-6.
8. ↑  Victor Haecker: Der Familientypus der Habsburger. In: Zeitschrift für induktive Abstammungs- und Vererbungslehre. Band 6, 1911, Nr. 1/2, S. 61–89, hier S. 61.
9. ↑  Heinz Ladendorf: § 6. Historische Bildkunde. (Memento vom 24. Juli 2021 im Internet Archive) In: Jahresberichte für deutsche Geschichte. Band 13, 1937. Er bezieht sich auf Wilhelm Stromhmayer: Die Vererbung des Habsburger Familientypus. Eine erbphysiognomische Betrachtung auf genealogischer Grundlage (= Nova Acta Leopoldina. Neue Folge. Band 29). Deutsche Akademie der Naturforscher, Halle 1937.